# Reinbodashuson
Reinbodashuson is een niet-geïdentificeerde nederzetting, genoemd rond het jaar 1000 in de goederenregisters van de Abdij van Werden na Middelstum en Stedum en vóór Westeremden en Huizinge.
Mogelijk wordt Garsthuizen bedoeld.